# Trude Herr
Trude Herr (Colonia, 4 maggio 1927 – Lauris, 16 marzo 1991) è stata un'attrice, cantante, direttrice teatrale, regista e sceneggiatrice tedesca.
Molto celebre nella scena teatrale di Colonia a partire dagli anni cinquanta , partecipò ad una trentina di film, soprattutto musicali, tra il 1959 e il 1983  Fu inoltre un "personaggio di culto" in occasione del Carnevale di Colonia.
Tra i suoi brani più celebri, figurano Ich will keine Schokolade e Niemals geht man so ganz.

## Biografia
Trude Herr nacque a Colonia, nel quartiere di Kalk, il 4 maggio 1927. Era la terza figlia di Robert e Agatha Herr.
Suo padre, di professione macchinista, era iscritto al Partito comunista tedesco e per questo motivo fu arrestato sotto il regime nazista e trasferito in un campo di concentramento; nell'estate del 1943, per via dei bombardamenti su Colonia che distrussero la sua casa, si trasferì con la propria famiglia ad Ewersbach, in Assia, prima di fare ritorno nella propria città natale al termine della guerra. Molti anni dopo Trude Herr dedicherà al genitore la canzone Papa, cover in tedesco di un successo di Phil Collins, Against All Odds (Take a Look at Me Now).
Dopo aver ottenuto alcune piccole parti al Teatro Millowitsch nel 1948, nel 1949 Trude Herr fondò assieme al proprio mentore Gustav Schellhardt il Kölner Lustspielbühne, che però fallì. Dovette quindi in seguito lavorare come barista in un locale di Colonia per riuscire a pagare l'affitto.
Nel 1960 incise uno dei suoi singoli più famosi, ovvero, Ich will keine Schokolade, un adattamento del brano rock 'n roll Percolator, Percolator.
Nel corso degli anni sessanta intraprese diversi viaggi in Africa. In uno di questi, conobbe Ahmed M'Barek, di etnia tuareg, che nel 1969 divenne suo marito.
A partire dal 1970, ottenne un grande successo andando più volte in scena al Teatro Millowitsch nell'opera teatrale di Marc Camoletti Die Perle Anna.  Sempre nel corso degli anni settanta, segnatamente nel 1977, fondò un proprio teatro a Colonia.
Nel 1987, già in precarie condizioni di salute a causa di alcune malattie (in pochi anni aveva dovuto subire ben 6 operazioni chirurgiche) incise il singolo Niemals geht man so ganz - affiancata da Tommy Engel e Wolfgang Niedecken - che raggiunse la Top 20 delle classifiche tedesche.
Col nuovo compagno Samuel Bawesi visse alcuni anni alle Figi per poi trasferirsi a Lauris, in Provenza (Francia). Qui morì il 16 marzo 1991, per le conseguenze di un attacco d'asma e insufficienza cardiaca, all'età di 63 anni.

## Filmografia parziale
- Alle Tage ist kein Sonntag, regia di  Werner Weiss (1959)
- Tu sei meravigliosa (Du bist wunderbar), regia di Paul Martin (1959)
- Natürlich die Autofahrer, regia di Erich Engels (1959)
- Im schwarzen Rössl, regia di Franz Antel (1961)
- Der 42. Himmel , regia di Kurt Früh (1962)
- Drei Liebesbriefe aus Tirol , regia di Werner Jacobs (1962)
- ...denn die Musik und die Liebe in Tirol , regia di Werner Jacobs (1963)
- Ballo in maschera da Scotland Yard  (Maskenball bei Scotland Yard - Die Geschichte einer unglaubigen Erfindung), regia di Domenico Paolella (1963)
- Im singenden Rössel am Königssee , regia di Franz Antel (1963)
- 6 pallottole per Ringo Kid , regia di Sobey Martin (1964)
- Heubodengeflüster , regia di Rolf Olsen (1967)
- Hurra, bei uns geht's rund , regia di Wolfgang von Chmielewski (1971)
- Die tollen Tanten schlagen zu , regia di Franz Josef Gottlieb (1971)

## Teatro (lista parziale)

### Attrice
- Die Perle Anna
- Scheidung op Kölsch
- Schöne Bescherung - Ein Beitrag zum Fest von Trude Herr
- Fröhliches Beileid
- Die Millionärin

### Regista
- Scheidung op Kölsch
- Schöne Bescherung - Ein Beitrag zum Fest von Trude Herr (aiuto regista)
- Fröhliches Beileid
- Die Millionärin

### Sceneggiatrice
- Scheidung op Kölsch
- Schöne Bescherung - Ein Beitrag zum Fest von Trude Herr
- Fröhliches Beileid
- Die Millionärin (soggetto di Bernard Shaw)

## Discografia parziale

### Album
- 1987: Ich sage was ich meine
- 2009: Ihre Großen Erfolge (raccolta postuma)
- 2011: Ich bin eine Frau von Format (raccolta postuma)
- ?: Trude Herr

### Singoli
- 1957: Der Sputnik (con Kurt Adolph Thelen)
- 1960: Morgens bin ich immer müde
- 1960: Ich will keine Schokolade
- 1960: Oh, Heinrich
- 1961: Tschitschibum
- 1962: Spiegel-Twist/Autofahrer-Blues
- 1963: Französisch sprechen kann ich gast gar nicht
- 1987: Die Stadt